# Siarhiej Jaskowicz
Siarhiej Iwanawicz Jaskowicz, biał. Сяргей Іванавіч Ясковіч, ros. Сергей Иванович Яскович, Siergiej Iwanowicz Jaskowicz (ur. 14 stycznia 1972 w Mińsku, Białoruska SRR) – białoruski piłkarz, grający na pozycji obrońcy, reprezentant Białorusi, trener piłkarski.

## Kariera piłkarska

### Kariera klubowa
W 1990 roku rozpoczął karierę piłkarską w miejscowym klubie Dynama Mińsk. Nie potrafił przebić się do podstawowego składu i występował w drugiej drużynie Dynama, która nazywała się Dynama-2 Mińsk, Biełaruś Mińsk i Dynama-93 Mińsk. Dopiero w 1994 debiutował w pierwszej jedenastce. Na początku 1998 został zaproszony do ukraińskiego Szachtara Donieck, skąd następnego roku przeszedł do rosyjskiego klubu Anży Machaczkała. W 2002 wyjechał do Francji, gdzie bronił barw Olympique Alès. Latem 2003 powrócił do Rosji, gdzie potem występował w klubach Tom Tomsk i FK Moskwa. W 2006 zakończył karierę piłkarską w kazachskim zespole FK Aktöbe.

### Kariera reprezentacyjna
W latach 1994–2005 występował w reprezentacji Białorusi.

## Kariera trenerska
Po zakończeniu kariery piłkarskiej rozpoczął pracę trenerską. Od października 2009 trenował dzieci w Szkole Piłkarskiej Dynama Mińsk. Obecnie pomaga trenować drużynę rezerw Dynama-d Mińsk.

## Sukcesy i odznaczenia

### Sukcesy klubowe
- mistrz Białorusi: 1995
- wicemistrz Białorusi: 1994
- wicemistrz Ukrainy: 1998, 1999
- mistrz Pierwszej Dywizji Rosji: 1999
- brązowy medalista Pierwszej Dywizji Rosji: 2003
- finalista Pucharu Rosji: 2001
- wicemistrz Kazachstanu: 2006